# Ordem Executiva 13988
A Ordem Executiva 13988, oficialmente intitulada Prevenindo e Combatendo a Discriminação com Base na Identidade de Gênero ou Orientação Sexual, é a quarta ordem executiva assinada pelo presidente dos Estados Unidos, Joe Biden, em 20 de janeiro de 2021.

## Disposições
A ordem direciona todas as agências federais a revisarem todas as políticas que implementam as proteções contra discriminação com base no sexo ordenadas pelo Título VII da Lei dos Direitos Civis de 1964 (conforme o caso da Suprema Corte Bostock v. Clayton County), Título IX das Emendas Educacionais de 1972, a Lei de Habitação Justa e a seção 412 da Lei de Imigração e Nacionalidade de 1965 e a estender essas proteções às categorias de orientação sexual e identidade de gênero. Estendendo além do escopo da Ordem Executiva 13672 de 2014 do Presidente Barack Obama, que protegia contra discriminação com base na identidade de gênero na força de trabalho federal civil, bem como discriminação por orientação sexual e identidade de gênero por contratados federais, assim como a Ordem Executiva 13087 do Presidente Bill Clinton, que protegia contra discriminação com base na orientação sexual na força de trabalho federal civil.

## Reações

### Apoio
A Human Rights Campaign saudou a ordem de Biden como "a ordem executiva mais substantiva e abrangente sobre orientação sexual e identidade de gênero já emitida por um presidente dos Estados Unidos".

### Oposição
Em oposição, o Senador Republicano Roger Marshall afirmou que a ordem executiva "não mostra senso comum e trará a destruição dos esportes femininos". A ex-embaixadora nas Nações Unidas, Nikki Haley, denunciou a ordem de Biden, chamando-a de "um ataque aos direitos das mulheres".
Lauren Adams, diretora jurídica do Women's Liberation Front disse "ambas as ordens executivas enviam uma mensagem desoladora para mulheres e meninas de que seu governo não as vê como dignas de consideração e não está disposto a reconhecer pessoas do sexo feminino como uma classe distinta".